# Школа Америк
«Інститут Західної півкулі зі співробітництва у галузі безпеки» (WHISC — Western Hemisphere Institute for Security Cooperation), раніше — Школа Америк (SOA, School of the Americas) — спеціалізований військово-навчальний заклад, заснований 1946 року. Утримується за рахунок уряду США. Нині кампус розміщується у місті Колумбус (Джорджія). За часів холодної війни готувала кадри для антикомуністичних режимів.

## Історія
1946 року, після початку «холодної війни», у зоні Панамського каналу, на території американської військової бази Форт-Амадор було створено «Латиноамериканський тренувальний центр» (англ. Latin American Training Center – U.S. Ground Forces).
Протягом 1949 центр було розширено, переміщено на територію американської військової бази Форт-Гулік, після чого він отримав нову назву — Карибський тренувальний центр Армії США (U.S. Army Caribbean Training Center). 1963 центр отримав нову назву — «Школа Америк» (U.S. Army School of the Americas).
Станом на 31 грудня 1980 року у «Школі Америк» було підготовлено 38 854 військовослужбовців, поліцейських та співробітників органів безпеки [неавторитетне джерело].
У 1980-х навчальні плани Школи Америк включали й навчання тортурам[неавторитетне джерело].
1984 центр було переміщено на американську військову базу Форт-Беннінг.

## Сучасний стан
У 2005 році законопроєкт про ліквідацію інституту з 134 співавторами був внесений на розгляд Комітету Палати представників з питань збройних сил. У червні 2007 року поправка Макговерна/Льюїса про припинення фінансування Інституту провалилася шістьма голосами.
2004 Венесуела припинила підготовку військових кадрів і співробітництво з центром. 28 березня 2006 року про припинення співробітництва з центром оголосив уряд Аргентини. 18 лютого 2008 подібну заяву зробив і президент Болівії. У 2012 році президент Рафаель Корреа оголосив, що Еквадор виведе всі свої війська з військової школи у Форт-Беннінг, посилаючись на порушення прав людини.

## SOA Watch
1990 року у Вашингтоні було створено правозахисну організацію «School of the Americas Watch» (SOA Watch), метою якої стало привернення уваги громадськості до діяльності «Школи Америк» та її випускників, пов'язаних з ними ексцесів, порушень законності та прав людини. Щороку «SOA Watch» проводить пам'ятний мітинг біля воріт американської військової бази Форт-Беннінг, на території якої розміщено центр.
В результаті 2000 року влада США знову перейменувала центр на «Інститут Західної півкулі зі співробітництва в галузі безпеки», а також запровадила до програми навчання 8-годинний лекційний курс про права людини.

## Відомі випускники

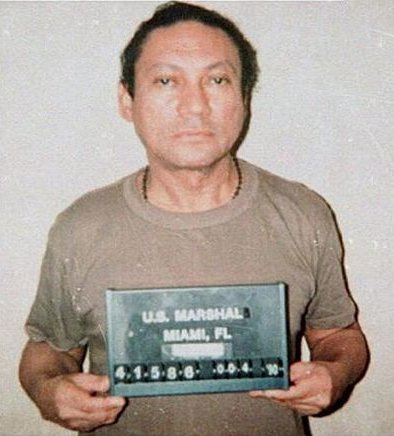
Мануель Нор'єга

Серед випускників Школи — багато людей, які у подальшому стали диктаторами. Наприклад, Мануель Нор'єга, Омар Торріхос, Леопольдо Галтьєрі, Роберто Віола, Хуан Веласко Альварадо, Ефраїн Ріос Монтт.